# 隐茎虎耳草
隐茎虎耳草（学名：Saxifraga jacquemontiana）为虎耳草科虎耳草属下的一个种。

## 扩展阅读
- 維基物種上的相關：隐茎虎耳草